# Potârnichești, Buzău
Potârnichești este un sat în comuna Poșta Câlnău din județul Buzău, Muntenia, România.